# Aspasmogaster costata
Aspasmogaster costata is een  straalvinnige vissensoort uit de familie van schildvissen (Gobiesocidae). De wetenschappelijke naam van de soort is voor het eerst geldig gepubliceerd in 1885 door Ogilby.